# Brevê
Brevê ou brevete (do francês brevet) é um documento que dá ao seu titular a permissão para pilotar aviões, sendo dividido tanto nas vertentes civil e militar. Pode ser comparado a uma carta de condução ou a uma carta de marinheiro, pois conforme a categoria dos aviões (lotação, passageiros/carga, etc.), é necessária uma determinada categoria de brevê. Deve ser renovado conforme a idade do titular e, tal como nos outros documentos, pode ser usado tanto em nível profissional (pilotos comerciais da aviação civil, pilotos privados, etc.) como em nível amador: indivíduos que exerçam profissões não relacionadas com a pilotagem mas que a usam como um hobbie.

## História

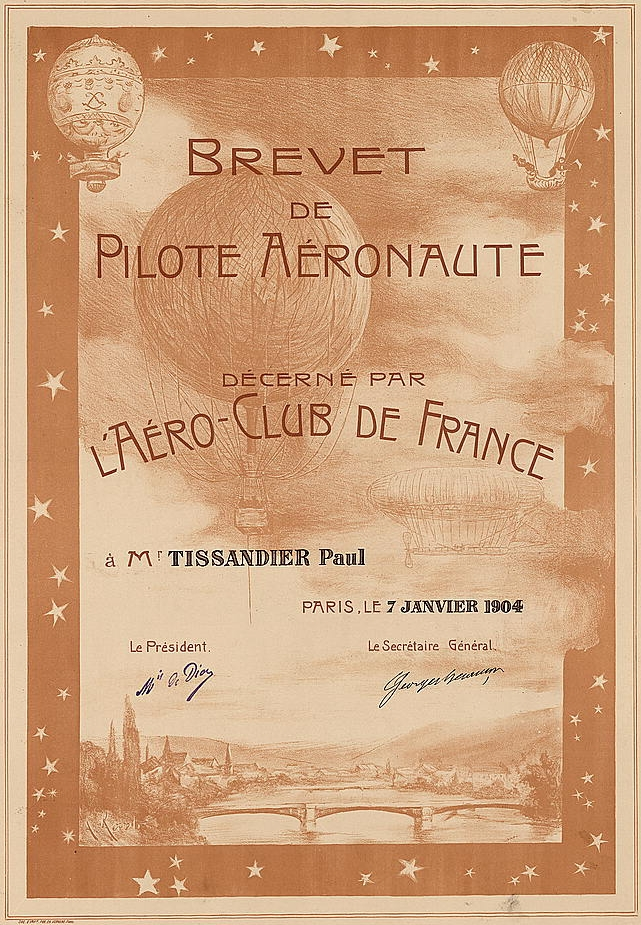
Licença de piloto de balão emitida pelo Aéro-Club de France ao Sr. Tissandier

O licenciamento de pilotos começou logo após a invenção de aeronaves motorizadas em 1903.
O Aéro-Club de France foi fundado em 1898 "para incentivar a locomoção aérea". O Royal Aero Club seguiu em 1901 e o Aero Club of America foi fundado em 1905. Todas as três organizações, bem como representantes da Bélgica, Alemanha, Itália, Espanha e Suíça, fundaram a Federação Aeronáutica Internacional (FAI) em 1905 como um órgão internacional de governo para a aeronáutica. No entanto, os certificados ou classificações deles não eram inicialmente obrigatórios.
O Aéro-Club de France começou a emitir certificados em 1910, embora estes tenham sido concedidos retroativamente a 7 de janeiro de 1909. Os primeiros certificados foram para pioneiros estabelecidos, entre eles o francês Louis Bleriot, Henry e Maurice Farman (Reino Unido) e os irmãos Wright (EUA).
O Royal Aero Club, no Reino Unido, também iniciou a emissão de seus primeiros certificados em 1910. Entre os primeiros destinatários dos primeiros certificados de aviação estavam: J. T. C. Moore-Brabazon, que conduziu o primeiro voo de um piloto britânico na Grã-Bretanha; Charles Stewart Rolls, cofundador da Rolls-Royce; Claude Grahame-White, que voou no primeiro voo noturno; e Samuel Cody, pioneiro do voo de pipa de grande porte.
Os certificados britânicos e franceses foram reconhecidos internacionalmente pela FAI.
O Aero Club of America começou a emitir licenças em 1911, embora estas não fossem obrigatórias, e eram mais para prestígio e show. Os primeiros agraciados foram Glenn Curtiss, Frank Purdy Lahm, Louis Paulhan e os irmãos Wright. O requisito para um bilhete do Aeroclube era subir na máquina e voar um curso de um número oito a uma determinada altura. Estados individuais às vezes impunham um mandato para uma licença.
O Aero-Club Brasileiro foi fundado em 14 de outubro de 1911, com Alberto Santos Dumont como presidente honorário, evidenciando o interesse civil na aviação. O brevê número 1 foi dado ao piloto Raul Vieira de Melo, tenente do Exército, em 1919. Neste mesmo ano o Exército solicitou as instalações do Campo dos Afonsos para instalar sua própria Escola de Aviação Militar, pelo qual o aeroclube fechou sua escola. O Aeroclube, sob a presidência do deputado Maurício de Lacerda, passou a promover, estimular e a colaborar na criação de Escolas de Aviação em todo o Brasil, credenciando delegados em vários estados.